# Macrourus holotrachys
Macrourus holotrachys es una especie de pez de la familia Macrouridae en el orden de los Gadiformes.

## Morfología
• Los machos pueden llegar alcanzar los 80 cm de longitud total.

## Hábitat
Es un pez de aguas profundas que vive entre 300-1.400 m de profundidad.

## Distribución geográfica
Se encuentra desde el este del Río de La Plata hasta las Islas Malvinas y Georgia del Sur.